# آگاپیتو لوزادو
آگاپیتو لوزادو (به انگلیسی: Agapito Lozada) (زادهٔ ۱۹۳۸) شناگر اهل فیلیپین است.